# Milo, Catania
Milo (tiếng Sicilia: Milu) là một đô thị ở tỉnh Catania trong vùng Sicilia, có khoảng cách khoảng 160 km về phía đông nam của Palermo và cách khoảng 25 km về phía bắc của Catania. Tại thời điểm ngày 31 tháng 12 năm 2004, đô thị này có dân số 1.070 người và diện tích là 18,2 km².
Milo giáp các đô thị: Giarre, Sant'Alfio, Zafferana Etnea.